# Laura Papo Bohoreta
Laura Papo Bohoreta (Sarajevo, 1891 — Sarajevo, 1942) bila je prva bosanska feministkinja, književnica, prevodilac, koja se posebno istakla u istraživanju istorijata sefardskih žena u Bosni i Hercegovini. Laura Papo Bohoreta je sefardska Jevrejka i tetka srpske književnice Gordane Kuić.

## Život i rad
Laura Levi Papo Bohoreta rođena je 1891. godine u Sarajevu kao Luna Levi. Odrastala je u skromnoj sefardskoj porodici Jude Leona i Estere Levi. Imala je pet sestara: Ninu, Klaru, Rifku i Blanki i brata Isaka. Kako njen otac Juda u Sarajevu nije imao uspeha u trgovini, porodica mu se 1900. godine seli u Istanbul. Devojčici Luni odmah su po dolasku promenili ime u modernije i internacionalno – Laura. Za osam godina boravka u Istanbulu Laura je pohađala međunarodnu francusku školu za Jevreje „Alliance Israélite Française“. Carigradski period Laure Papo trajao je do 1908. godine, kada se sa porodicom vratila u Sarajevo. Osim ove škole, Laura Papo završila je u Parizu šestomesečni „Cours de vacances“ i nakon položenih ispita dobila diplomu s kojom može poučavati francuski jezik i književnost. Godine 1911. udala se u Sarajevu za Danijela Papu i u tom braku dobila dvojicu sinova. Iste godine, njen otac otvorio je u Sarajevu salon za šešire i cveće Chic Parisien, u kojem su radile Laurine sestre Nina, Klara i Blanka.
Odmah po povratku u Sarajevo, dakle kad joj je bilo 17 godina, uvidevši kako se gasi vatra sefardske tradicije i folklora, Laura počinje da sakuplja romanse, pesme, priče i sefardske poslovice. Osim toga, prevodi i adaptira dela francuskih autora – Žila Verna „Deca kapetana Granta“, Emil de Žirardin „La joie fait peur – Alegria espanta – (Veselje plaši)“. Prekretnica u njenom socijalnom angažmanu bio je članak “Die Südslawische Frau in der Politik” (Južnoslavenska žena u politici), objavljen 1916. godine u bosanskim novinama koje su štampane na nemačkom jeziku “Bosnische Post”, gde je Jelica Bernadžikovska Belović jedno poglavlje posvetila sefardskoj ženi u Bosni. Opisuje je kao neuku, tradiciji odanu ženu koja verno čuva patrijarhalne vrijednosti, što je razljutilo Lauru, te ona tedan dana kasnije u istim novinama objavljuje odgovor “Die Spanolische”/Sefardska žena/, s namerom realnijeg prikaza sefardske žene, njene uloge u porodici, njenih vrlina i mana.
Kalmi Baruh, bez sumnje najbolji poznavalac života, kulture i jezika sefardskih Jevreja, o njoj je kazao: 
Laura Papo je poznata i divna radnica i vjerovatno jedan od najboljih poznavalaca sefardske usmene tradicije u Bosni

## Tragični usud Laure Papo Bohorete
Laura Papo Bohoreta je imala veoma tragičan lični usud. Udajom za Danijela Papa, čoveka koga nije volela i koji je kasnije zbog svoje mentalne bolesti završio u psihijatrijskoj bolnici, zapravo je samo započet niz tragičnih događaja za ovu posvećenu ženu. Dok se ona borila da očuva sefardsko nasleđe, da žene pouči i da im da podstrek za školovanje i usavršavanje i sama se borila na ličnom planu. Odgajala je dva svoja sina koja su i sama doživela tragičan kraj. Laura Papo Bohoreta živela je za druge, promovisala je ideje koje nam se i danas čine naprednima, a umrla je sama, skrivena u bolnici katoličkih sestara milosrdnica 1942. godine, ne znajući da su joj oba sina ubile ustaše na putu za Jasenovac. Njen životni put delimično je obradila njena sestričina Gordana Kuić u romanu „Miris kiše na Balkanu“, a kao poslužila joj je kao inspiracija i za romane: „Balada o Bohoreti“ i „Legenda o Luni Levi“

## Spoljašnje veze
- autograf.hr
- Insert iz serije „Miris kiše na Balkanu“
- „STAV“: SEDMIČNI ČASOPIS ZA POLITIKU, DRUŠTVO I KULTURU
- Gordana Kuić Official website Архивирано на веб-сајту  (17. децембар 2011)